# Hynčice (przystanek kolejowy)
Hynčice (czeski: Železniční zastávka Hynčice) – przystanek kolejowy w miejscowości Hynčice, w kraju hradeckim, w Czechach. Znajduje się na wysokości 420 m n.p.m.
Jest obsługiwany i zarządzany przez České dráhy. Na przystanku nie ma możliwości zakupu biletów, a obsługa podróżnych odbywa się w pociągu.

## Linie kolejowe
- 026 Týniště nad Orlicí - Otovice zastávka